# Bettant
Bettant est une commune française, située dans le département de l'Ain en région Auvergne-Rhône-Alpes.
Ses habitants s'appellent les Bettantiers et les Bettantières.

## Géographie
Commune du Bugey, située dans l'agglomération d'Ambérieu-en-Bugey. Située dans la plaine de l'Albarine, la commune est constituée de deux parties : Bettant-Haut (à l'est) et Bettant-Bas (à l'ouest). Les limites nord et est de la commune suivent à peu près la rivière. La partie sud de la commune correspond au flanc nord de la Montagne de Colloverge.

### Communes limitrophes
| Saint-Denis-en-Bugey | Ambérieu-en-Bugey |         |
| Ambutrix             | Bettant           |         |
|                      | Vaux-en-Bugey     | Torcieu |

Le GR59 suit une partie du pourtour de la commune.

### Climat
Pour des articles plus généraux, voir Climat d'Auvergne-Rhône-Alpes et Climat de l'Ain.
En 2010, le climat de la commune est de type climat des marges montargnardes, selon une étude du CNRS s'appuyant sur une série de données couvrant la période 1971-2000. En 2020, Météo-France publie une typologie des climats de la France métropolitaine dans laquelle la commune est exposée à un climat de montagne ou de marges de montagne et est dans une zone de transition entre les régions climatiques « Bourgogne, vallée de la Saône » et « Jura ».
Pour la période 1971-2000, la température annuelle moyenne est de 11,5 °C, avec une amplitude thermique annuelle de 18 °C. Le cumul annuel moyen de précipitations est de 1 268 mm, avec 11,1 jours de précipitations en janvier et 7,7 jours en juillet. Pour la période 1991-2020, la température moyenne annuelle observée sur la station météorologique de Météo-France la plus proche, « Ambérieu », sur la commune de Château-Gaillard à 6 km à vol d'oiseau, est de 11,9 °C et le cumul annuel moyen de précipitations est de 1 117,5 mm,. Pour l'avenir, les paramètres climatiques de la commune estimés pour 2050 selon différents scénarios d'émission de gaz à effet de serre sont consultables sur un site dédié publié par Météo-France en novembre 2022.

## Urbanisme

### Typologie
Au 1er janvier 2024, Bettant est catégorisée ceinture urbaine, selon la nouvelle grille communale de densité à 7 niveaux définie par l'Insee en 2022.
Elle est située hors unité urbaine. Par ailleurs la commune fait partie de l'aire d'attraction d'Ambérieu-en-Bugey, dont elle est une commune de la couronne,. Cette aire, qui regroupe 15 communes, est catégorisée dans les aires de moins de 50 000 habitants,.

### Occupation des sols
L'occupation des sols de la commune, telle qu'elle ressort de la base de données européenne d’occupation biophysique des sols Corine Land Cover (CLC), est marquée par l'importance des forêts et milieux semi-naturels (72,7 % en 2018), une proportion sensiblement équivalente à celle de 1990 (72,5 %). La répartition détaillée en 2018 est la suivante : 
forêts (72,7 %), zones agricoles hétérogènes (14,9 %), zones urbanisées (12,3 %), zones industrielles ou commerciales et réseaux de communication (0,1 %).
L'évolution de l’occupation des sols de la commune et de ses infrastructures peut être observée sur les différentes représentations cartographiques du territoire : la carte de Cassini (XVIIIe siècle), la carte d'état-major (1820-1866) et les cartes ou photos aériennes de l'IGN pour la période actuelle (1950 à aujourd'hui).

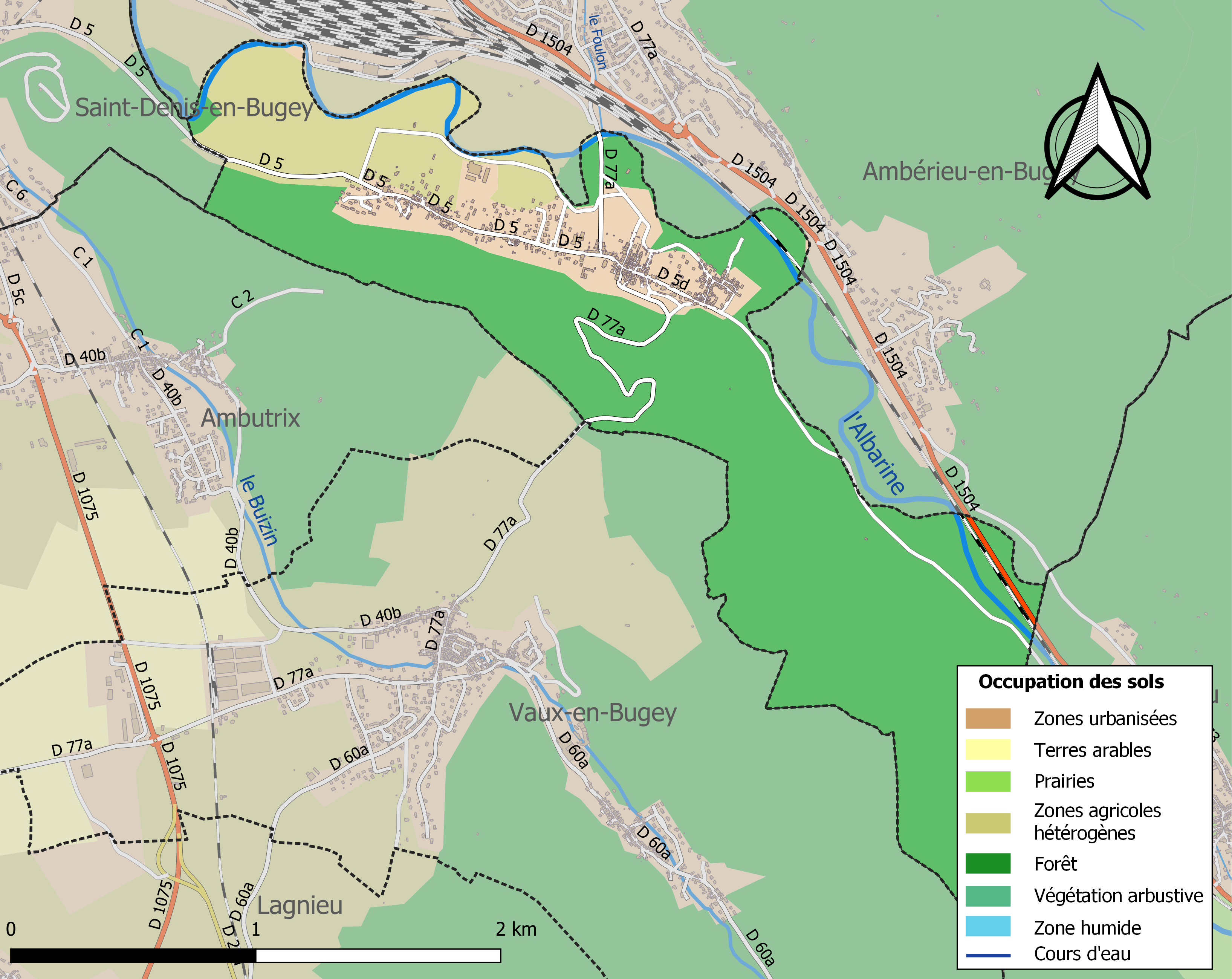
Carte des infrastructures et de l'occupation des sols de la commune en 2018 (CLC).

## Histoire
Le village est mentionné dès le XIVe siècle. A cette période, un conflit entre le Dauphiné et le Comté de Savoie faisait rage dans la plaine de l'Ain. Le traité de Chapareillan, signé en 1335 exige que l'Albarine soit la frontière entre les deux territoires. Toutefois, le conflit delphino-savoyard perdure.
E, 1355, le traité de Paris, signé entre le Roi de France et le Comte Amédée VI de Savoie stipule que le Rhône devienne une frontière physique entre le Dauphiné, devenu français, et le Comté de Savoie. Dès 1355, Betans est un village savoyard.
Le 17 janvier 1601, le traité de Lyon de 1601 stipule que les territoires de Bresse et de Bugey, auparavant savoyards, sont intégrés au royaume de France. Ces territoires appartiennent dès lors à la province de Bourgogne. A cette date, Bettant devient français.
Bettant, distrait de Saint-Denis-le-Chosson, a été érigé, d'abord en commune le 1er janvier 1835, puis en paroisse, sous le vocable de Notre-Dame des Neiges, en 1846.
En 1760-1770, M. François Juvanon du Vachat, avocat au Parlement, avait sollicité et obtenu l'érection en annexe de la chapelle vicariale de Bettant, avec une portion congrue de 450 livres à prendre sur les dîmes.

## Toponymie
Le nom de Bettant apparaît au XIVe siècle, écrit sous la forme de Betans. L'origine du nom demeure inconnue. Plusieurs hypothèses sont avancées : soit Betans dérive de Betula pour signifier la présence de bouleaux, soit Betans dérive de Butto, un nom propre désignant un homme d'origine germanique. Le village serait alors le domaine de Butto.

## Politique et administration

### Découpage territorial
La commune de Bettant est membre de la communauté de communes de la Plaine de l'Ain, un établissement public de coopération intercommunale (EPCI) à fiscalité propre créé le 15 décembre 2002 dont le siège est à Chazey-sur-Ain. Ce dernier est par ailleurs membre d'autres groupements intercommunaux.
Sur le plan administratif, elle est rattachée à l'arrondissement de Belley, au département de l'Ain et à la région Auvergne-Rhône-Alpes. Sur le plan électoral, elle dépend du  canton d'Ambérieu-en-Bugey pour l'élection des conseillers départementaux, depuis le redécoupage cantonal de 2014 entré en vigueur en 2015, et de la cinquième circonscription de l'Ain  pour les élections législatives, depuis le dernier découpage électoral de 2010.

### Administration municipale

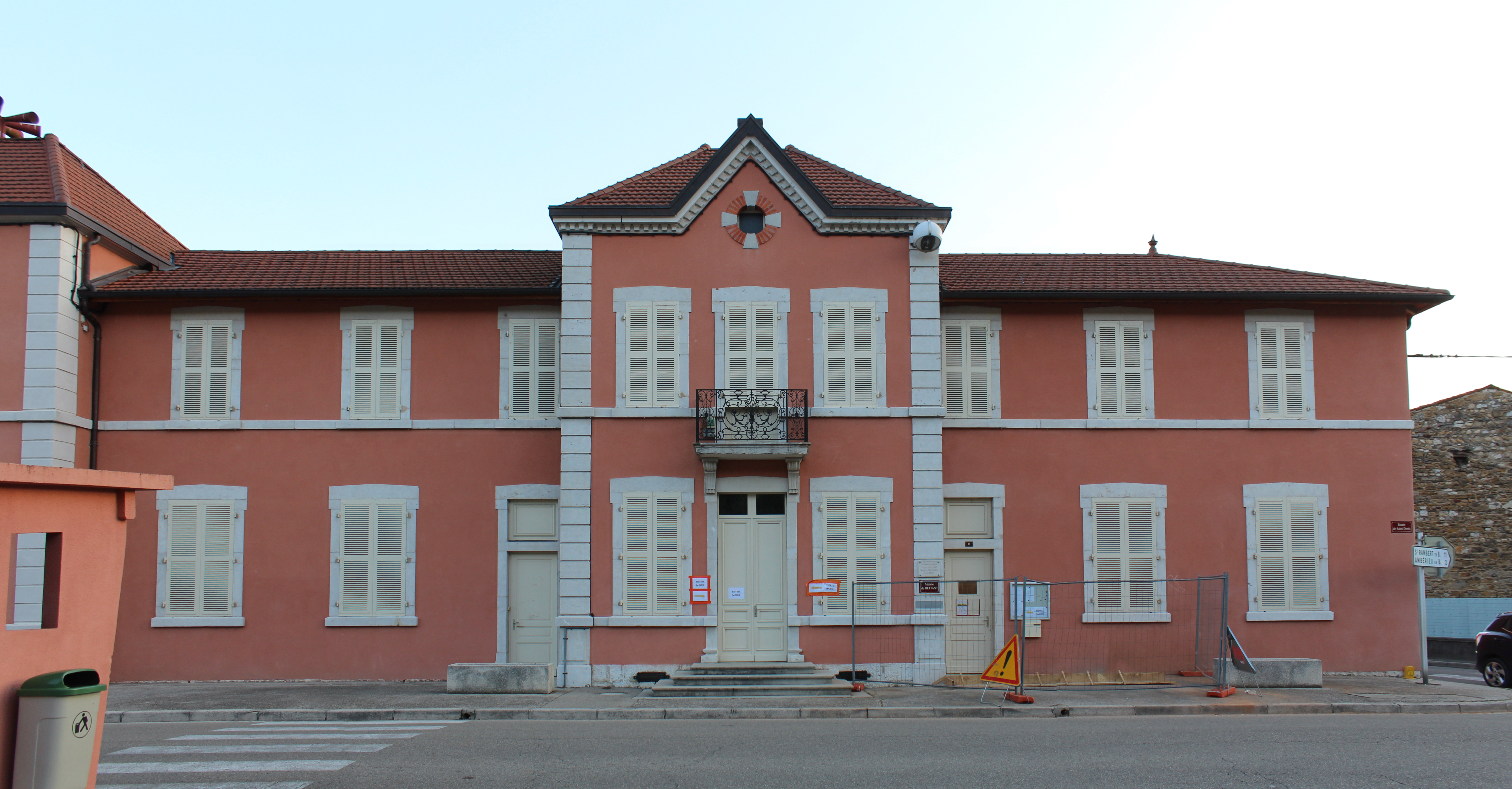
Mairie.

## Démographie
L'évolution du nombre d'habitants est connue à travers les recensements de la population effectués dans la commune depuis 1836. Pour les communes de moins de 10 000 habitants, une enquête de recensement portant sur toute la population est réalisée tous les cinq ans, les populations de référence des années intermédiaires étant quant à elles estimées par interpolation ou extrapolation. Pour la commune, le premier recensement exhaustif entrant dans le cadre du nouveau dispositif a été réalisé en 2008.
En 2022, la commune comptait 762 habitants, en évolution de +1,6 % par rapport à 2016 (Ain : +5,15 %, France hors Mayotte : +2,11 %).
| 1836 | 1841 | 1846 | 1851 | 1856 | 1861 | 1866 | 1872 | 1876 |
| ---- | ---- | ---- | ---- | ---- | ---- | ---- | ---- | ---- |
| 535  | 522  | 534  | 504  | 488  | 483  | 484  | 478  | 457  |

| 1881 | 1886 | 1891 | 1896 | 1901 | 1906 | 1911 | 1921 | 1926 |
| ---- | ---- | ---- | ---- | ---- | ---- | ---- | ---- | ---- |
| 428  | 504  | 462  | 463  | 506  | 459  | 463  | 475  | 541  |

| 1931 | 1936 | 1946 | 1954 | 1962 | 1968 | 1975 | 1982 | 1990 |
| ---- | ---- | ---- | ---- | ---- | ---- | ---- | ---- | ---- |
| 625  | 607  | 594  | 536  | 545  | 567  | 586  | 594  | 703  |

| 1999 | 2006 | 2008 | 2013 | 2018 | 2022 | - | - | - |
| ---- | ---- | ---- | ---- | ---- | ---- | - | - | - |
| 683  | 707  | 714  | 746  | 745  | 762  | - | - | - |

## Lieux et monuments

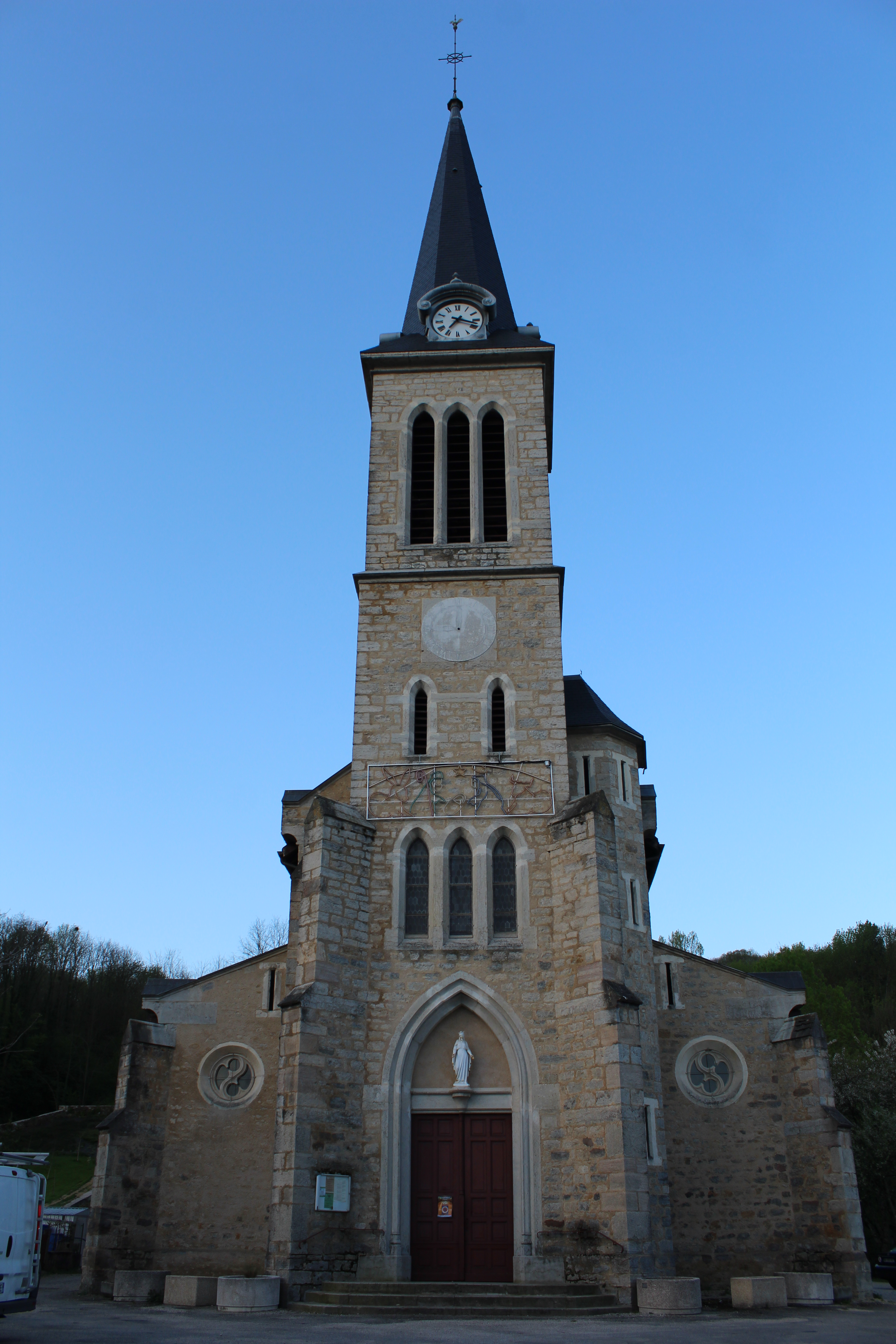
Église Notre-Dame-des-Neiges.

- Église Notre-Dame-des-Neiges de Bettant du XIXe siècle. Lorsque le village de Bettant fut détaché de Saint-Denis-en-Bugey , une nouvelle église fut construite et consacrée en 1877 pour remplacer une modeste chapelle. Le toit du clocher ainsi que les maçonneries ont été refaits en 2006 et le toit de la nef, en 2007.
- Une bascule, sur la place du village, face à la mairie, servant à peser les marchandises. Un tel dispositif est rarement conservé dans les communes.

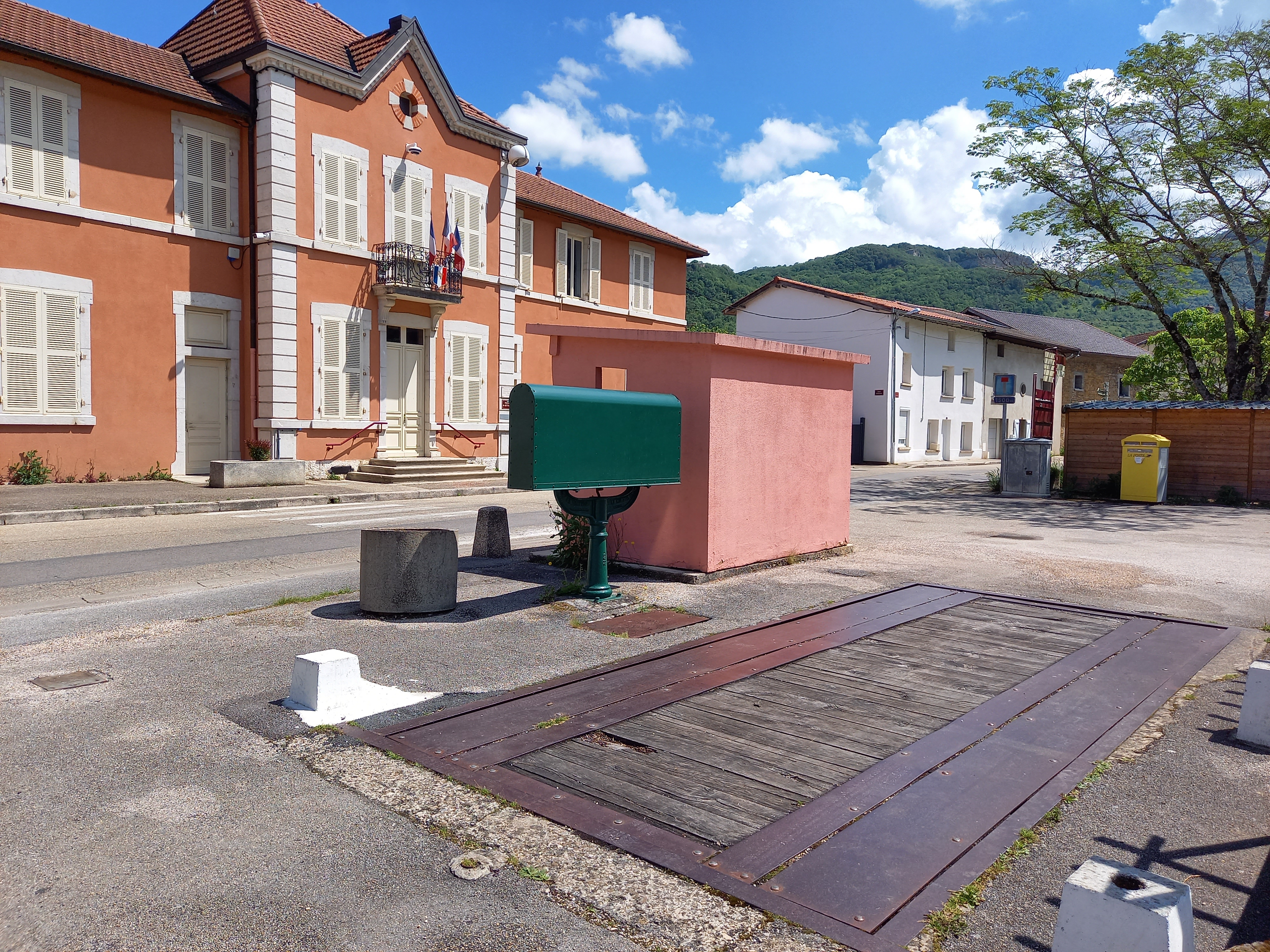
bascule et mairie de Bettant

- Un four banal à côté du restaurant.
- Un restaurant, bar.
- Des fontaines d'eau de source très fraîche à disposition au retour de balades en VTT, à pied.

## Personnalités liées à la commune
- Armand Decour (1908-1984), historien et écrivain qui étudia l'histoire locale (archéologie, histoire et coutumes bugistes) et fonda l'association historique des Amis du château de Saint-Germain. La médiathèque d'Ambérieu-en-Bugey possède l'ensemble de ses ouvrages dans une salle à son nom.

## Mythes et légendes
- Des servants habitent la colline de Saint-Denis. L'histoire du château de Saint-Denis-en-Bugey étant inconnue, la légende voudrait qu'il s'agisse des anciens habitants de la forteresse qui errent sous forme d'animaux sauvages, comme des loups. Ces servants seraient bénéfiques sur le versant ensoleillé (côté Vaux-en-Bugey) et maléfiques sur le versant ombragé (côté Bettant)[20].

## Manifestations
- Chaque année aux alentours du 15 août est organisée la « Course de Côte de Bettant » (sport automobile).
- Chaque année vers le 20 juillet (3e dimanche du mois généralement) est organisée la fête du village, « la fête du village », avec généralement un grand groupe folklorique, des vieux métiers, et même depuis 2006, un vide-grenier ; toutes les associations participent à l'organisation, au repas, à la buvette et la soirée se finit très tard dans la nuit avec un bal gratuit.